# جمال شحيد
جمال شحيّد مترجم وكاتب سوري (ولد في قرية صما التابعة لمدينة السويداء في سوريا عام 1942). ترجم العديد من الأعمال عن اللغة الفرنسية، وكذلك ترجم أعمالاً أدبية عربية إلى الفرنسية، من أبرز ترجماته ترجمة أعمال الروائي مارسيل بروست (البحث عن الزمن المفقود)، و(الأيام والمسرات).

## التعليم
- حاصل على الدكتوراه في الأدب المقارن من جامعة السوربون الجديدة عام 1974.
- حاصل على درجة الماجستير في الأدب العربي المعاصر.
- حاصل على إجازة اللغة الفرنسية من جامعة دمشق.[4]

## إصدارات

### مؤلفات
- (في البنيوية التكوينية). 1982.
- (الوعي التاريخي في أعمال نجيب محفوظ وأعمال إميل زولا). أطروحة دكتوراه. 1983.[5]
- (مقدمة طويلة لثلاثية نجيب محفوظ) باللغة الفرنسية. 1993.
- (خطاب الأدب في الحداثة) [بالاشتراك مع وليد قصاب].
- (الذاكرة في الرواية العربية المعاصرة).
- (تقاسيم ترجمية). 2021.[6]

### ترجمات
- (الملحمة والرواية) ميخائيل باختين. 1982.[7]
- (السفنية) للروائي جبرا إبراهيم جبرا ترجمة إلى اللغة الفرنسية. 1997.
- (بريد بيروت) للروائية حنان الشيخ.ترجمة إلى اللغة الفرنسية. 1996.
- (بين الأسطورة والسياسة) جان بيير فرنان. 1998.
- (تاريخ الجمال: الجسد وفن التزيين من عصر النهضة الأوروبية إلى أيامنا) جورج فيغاريلو.
- (المسرات والأيام) مارسيل بروست.
- (العصيان: من التمرد إلى التبعية) فريديريك غرو.[8]
- (المفكرون الأحرار في الإسلام) دومينيك أورفوا. 2008.[9]
- (سينما: الصورة -الحركة) الجزء الأول. جيل دولوز. 2014.
- (سينما: الصورة -الزمن) الجزء الثاني. جيل دولوز.2015.
- (العقل الإسلامى امام تراث عصر الأنوار في الغرب الجهود الفلسفية عند محمد اركون) رون هاليبر.
- (جبران: حداثة عربية ذات تتكون وأدب يتجدد) بطرس الحلاق. [ترجمة بالاشتراك مع إياس الحسن].2013.[10]
- (الزمن أطلالاً) مارك أوجيه.[11]
- (الأبجديات الثلاث: اللغة والعدد والرمز) كلايس هيرينشميت.[12]

## جوائز
- فاز بجائزة المركز الثاني في جائزة الشيخ حمد للترجمة عام 2017، وذلك عن ترجمته لكتاب (المسرات والأيام) للكاتب الفرنسي مارسيل بروست.[13]